# Uliocnemis rookaria
Uliocnemis rookaria là một loài bướm đêm trong họ Geometridae.